# Efeito Forer
O efeito Forer (também chamado de falácia de validação pessoal ou efeito Barnum) é o fenómeno que leva as pessoas a considerarem excessivamente corretas descrições de suas personalidades que, supostamente, se referem exclusivamente a elas, mas que na verdade são suficientemente vagas e genéricas para se aplicarem a um grande número de pessoas. Este efeito em parte explica a grande aceitação de certas crenças e práticas como astrologia, grafologia, terapia de constelação familiar, alguns tipos de testes de personalidade e outras que não passariam uma análise rigorosa segundo o método científico.
Um fenômeno mais genérico e relacionado ao efeito Forer é o da validação subjetiva. A validação subjetiva ocorre quando dois eventos aleatórios ou sem relação parecem estar relacionados porque as crenças, expectativas ou hipóteses exigem esta relação. Por isso, as pessoas buscam uma relação entre sua percepção da personalidade e o texto de um horóscopo.

## O experimento de Forer
Em 1948 o psicólogo Bertram R. Forer deu a cada um de seus alunos um teste de personalidade. Informou que que cada aluno receberia uma análise única e individual baseada nos resultados dos testes, e que deveriam avaliar a precisão da análise. Na verdade, todos os alunos receberam o mesmo texto:
| “ | Você tem uma necessidade de ser querido e admirado por outros, e mesmo assim você faz críticas a si mesmo. Você possui certas fraquezas de personalidade mas, no geral, consegue compensá-las. Você tem uma capacidade não utilizada que ainda não a tomou em seu favor. Disciplinado e com auto-controle, você tende a se preocupar e ser inseguro por dentro. Às vezes tem dúvidas se tomou a decisão certa ou se fez a coisa certa. Você prefere certas mudanças e variedade, e fica insatisfeito com restrições e limitações. Você tem orgulho por ser um pensador independente, e não aceita as opiniões dos outros sem uma comprovação satisfatória. Mas você descobriu que é melhor não ser tão franco ao falar de si para os outros. Você é extrovertido e sociável, mas há momentos em que você é introvertido e reservado. Por fim, algumas de suas aspirações tendem a fugir da realidade. | ” |

Em média as avaliações receberam nota 4,26, mas somente depois de receber essas notas Forer revelou que cada aluno tinha recebido o mesmo texto, montado com frases de diversos horóscopos. Como pode ser observado no texto, algumas frases se aplicam igualmente a qualquer pessoa.

## Variáveis que influenciam o efeito
Estudos posteriores indicam que as pessoas darão notas maiores se qualquer das seguintes for verdadeira:
- a pessoa acredita que a análise é individual e personalizada.
- a pessoa acredita na autoridade de quem a está avaliando.
- o avaliador dá ênfase aos traços positivos da personalidade.

Veja Dickson e Kelly para uma revisão de literatura.

## Pesquisas recentes
Há evidências de que uma crença prévia no paranormal se correlaciona com maior influência do efeito. Os indivíduos que, por exemplo, acreditam na exatidão dos horóscopos têm uma maior tendência a acreditar que as generalidades vagas da resposta se aplicam especificamente a eles. Os estudos sobre a relação entre esquizotipia e suscetibilidade ao efeito Forer mostraram altas quantidades de correlação. No entanto, um estudo de Rogers e Soule (2009) também testou crenças astrológicas dos sujeitos, onde tanto chineses como céticos ocidentais foram mais propensos em identificar a ambiguidade dentro dos perfis de Barnum. Isto sugere que as pessoas que não acreditam em astrologia são possivelmente menos influenciadas pelo efeito.